# Сборная России по теннису в Кубке Дэвиса
Сборная России в Кубке Дэвиса — официальный представитель России в Кубке Дэвиса. Руководящий состав сборной определяется Федерацией тенниса России.
Капитаном команды является Шамиль Тарпищев (занимает этот пост с 1997 года).

## История
Сборная СССР, до образования Мировой группы в 1981 году, дважды побеждала в одной из двух европейских зон Кубка Дэвиса (в 1974 и 1976 годах) и выходила в Межконтинентальный раунд (аналог нынешнего полуфинала мировой группы), но дальше не проходила: в первый раз проиграв сборной Индии со счетом 1:3, а во второй раз отказавшись играть со сборной Чили по политическим причинам. Ещё пять раз советские теннисисты выходили в финал одной из двух европейских зон турнира (аналог нынешнего четвертьфинала мировой группы; в 1967, 1969, 1970, 1972 и 1973 годах).
После образования Мировой группы в 1981 году сборная СССР пять раз участвовала в Мировой группе Кубка Дэвиса, но каждый раз терпела поражения в первом раунде (1/8 финала турнира) — в 1982, 1983, 1985, 1986 и 1989 годах.
В 1992 году официально в Кубке выступала сборная СНГ, завоевавшая право, уже для сборной России, на следующий год выступать в Мировой группе.
Сборная России является правопреемницей сборной СССР и сборной СНГ. За общую историю команда провела (по состоянию на 12 марта 2015 года) в турнире 130 встреч (83 победы и 47 поражений), трижды выигрывая общий титул: в 2002 (обыграв в финале Францию), в 2006 (обыграв Аргентину) и в 2021 (обыграв Хорватию). Ещё 3 раза сборная России выходила в финал (1994, 1995, 2007) и 4 раза в полуфинал турнира (1999, 2005, 2008, 2019).
В 2007 году впервые в своей истории заняла первое место во вспомогательном рейтинге. За 50 лет участия в турнире сборная 25 лет находилась в Мировой группе: пять лет с промежутками как сборная СССР и 20 лет подряд как сборная России (последнее участие состоялось в 2012 году, после чего серия прервалась).
В 2016 году сборная России добилась участия в Мировой группе в 2017 году, победив в Плей-офф Мировой Группы сборную Казахстана.

## Действующий состав
- Андрей Рублев (5)
- Карен Хачанов (15)
- Даниил Медведев (3)
- Аслан Карацев (35)

## Рекордсмены команды
| Максимальное общее число побед               | 80-25 | Александр Метревели                  |
| Максимальное число побед в одиночных матчах  | 56-14 | Александр Метревели                  |
| Максимальное число побед в парных матчах     | 24-9  | Сергей Лихачёв                       |
| Максимальное число побед в парных матчах     | 24-11 | Александр Метревели                  |
| Лучшая пара                                  | 18-7  | Сергей Лихачёв / Александр Метревели |
| Наибольшее число участий в матчевых встречах | 38    | Александр Метревели                  |
| Наибольшее число лет в турнире               | 14    | Александр Метревели                  |

## Финалы (6)

### Победы (3)
| №  | Год  | Место (покрытие)         | Состав в финале                                                           | Соперник в финале | Счёт |
| 1. | 2002 | Париж, Франция, грунт(i) | Евгений Кафельников Марат Сафин Михаил Южный                              | Франция           | 3-2  |
| 2. | 2006 | Москва, Россия, ковёр(i) | Николай Давыденко Марат Сафин Дмитрий Турсунов                            | Аргентина         | 3-2  |
| 3. | 2021 | Мадрид, Испания, хард(i) | Евгений Донской Аслан Карацев Даниил Медведев Андрей Рублёв Карен Хачанов | Хорватия          | 2-0  |

### Поражения (3)
| №  | Год  | Место (покрытие)         | Состав в финале                                               | Соперник в финале | Счёт |
| 1. | 1994 | Москва, Россия, ковёр(i) | Александр Волков Евгений Кафельников Андрей Ольховский        | Швеция            | 1-4  |
| 2. | 1995 | Москва, Россия, грунт(i) | Андрей Чесноков Евгений Кафельников Андрей Ольховский         | США               | 2-3  |
| 3. | 2007 | Портленд, США, хард(i)   | Игорь Андреев Николай Давыденко Дмитрий Турсунов Михаил Южный | США               | 1-4  |